# Malešovice
Malešovice (deutsch Malspitz) ist eine Gemeinde im Jihomoravský kraj (Südmähren) in Tschechien. Sie liegt 20 Kilometer südlich von Brno (Brünn). Der Ort ist als ein Platzdorf angelegt.

## Geographie
Nachbarorte sind im Süden Odrovice (Odrowitz), im Westen Loděnice (Lodenitz), im Osten Medlov (Mödlau) und im Norden Kupařovice (Kuprowitz).

## Geschichte

Hauptplatz von Malspitz

Im 11. bis 13. Jahrhundert kam es zu einer großen Siedlungsbewegung von West nach Ost. Mähren wurde von 1031 bis 1305 von der Dynastie der Přemysliden regiert. Um größere Gebiete landwirtschaftlich zu nutzen und damit höhere Erträge zu erzielen, bewarben sie die Kolonisten zum Beispiel mit zehn Jahre Steuerfreiheit (deutsches Siedlerrecht). Bis zum Jahre 1150 wurde das Gebiet um Mikulov (Nikolsburg) und Znojmo (Znaim) von deutschen Einwanderern aus Niederösterreich besiedelt. Die bis 1945 gesprochene ui-Mundart und die Anlage des Dorfes bekunden, dass sie ursprünglich aus den bairischen Gebieten der Bistümer Regensburg und Passau stammten. Sie brachten neue landwirtschaftliche Geräte mit und führten die ertragreiche Dreifelderwirtschaft ein.
Die erste urkundliche Erwähnung von Malspitz stammt aus dem Jahre 1276. Eine vorher datierte Urkunde konnte als Fälschung identifiziert werden. Auch in den Jahren 1348, 1498, 1593 und 1674 erscheint der Ort in verschiedenen Urkunden. Im Jahre 1580 kam Malspitz unter die Verwaltung des Klosters Rosa Coeli. In der Zeit der Reformation, der religiösen Erneuerungsbewegung der Kirche, kam es zur Gründung der evangelischen Kirche und der Ort wurde 1556 lutherisch.
Nach dem Böhmischen Ständeaufstand 1618, der den Dreißigjährigen Krieg auslöste, sowie dem Sieg der Kaiserlichen in der Schlacht am Weißen Berg, wurde der Ort konfisziert und im Jahre 1622 an Kardinal Franz von Dietrichstein verkauft. Er führte die Gegenreformation im Malspitz ein, wodurch die Einwohner zum katholischen Glauben zurückgeführt wurden. 1645 wurde Malspitz von schwedischen Truppen unter Lennart Torstensson besetzt. Der Goldschmied Simon Fischer aus Malspitz erhielt im Jahre 1652 die Brünner Bürgerrechte, weil er in den Jahren 1643 und 1645 an der Verteidigung Brünns gegen die Schweden teilgenommen hatte. Ein wichtiger wirtschaftlicher Zweig in Malspitz war das Bleichen von Leinen.
Ab 1722 ist Malspitz wieder eine selbstständige Pfarre. Im Jahre 1858 übernehmen die Grafen von Herberstein das Patronat über die Pfarre. Ein digitales Ortsfamilienbuch von Malspitz auf der Basis der Pfarrbücher wurde 2020 erstmals publiziert.
Eine Freiwillige Feuerwehr wurde im Jahre 1878 gegründet. Das ausgeglichene warme Klima macht das Gebiet zu einem fruchtbaren Gartenland für Wein und Obst mit besonderer Qualität. So wachsen in der Gemeinde im Jahre 1928 über 23.000 Obstbäume. Neben allen Getreidearten wachsen auch Zuckerrüben, Öl- und Hülsenfrüchte, Feldgemüse, Tomaten, Paprika und verschiedene Kohlarten. Neben den üblichen Kleingewerbe gab es im Ort eine Gärtnerei, eine Milchgenossenschaft und eine Zuckerrübengenossenschaft.
Nach dem Ersten Weltkrieg kam der zuvor zu Österreich-Ungarn gehörende Ort, der 1910 zu 97 % von Deutschmährern bewohnt wurde, durch den Vertrag von Saint-Germain zur Tschechoslowakei. Maßnahmen folgten wie die Bodenreform und die Sprachenverordnung, wodurch es durch Siedler und neu besetzte Beamtenposten zu einem vermehrten Zuzug von Personen tschechischer Nationalität kam. Zwischen 1938 und 1945 gehörte der Ort Malspitz infolge des Münchner Abkommens zum Reichsgau Niederdonau.
Der Zweite Weltkrieg forderte 52 Opfer von der Gemeinde und endete am 8. Mai 1945. Die im Münchener Abkommen an Deutschland übertragenen Territorien wurden im Rückgriff auf den Vertrag von Saint-Germain wieder der Tschechoslowakei zurückgegeben. Vor den einsetzenden Exzessen durch militante Tschechen flohen viele Deutschsüdmährer nach Österreich. Andere wurden über die Grenze getrieben. Dabei kam es zu fünf Ziviltoten. Zwischen dem 6. April und 3. Oktober 1946 wurden 154 deutsche Mahlspitzer nach Westdeutschland zwangsausgesiedelt.
Die in Österreich befindlichen Malspitzer wurden bis auf etwa 40 %, in Übereinstimmung mit den ursprünglichen Überführungs-Zielen des Potsdamer Protokolls nach Deutschland weiter transferiert.
Matriken werden seit 1723 geführt. Onlinesuche über das Landesarchiv Brünn.
1976 wurde Malspitz verwaltungsmäßig der Gemeinde Odrovice zugewiesen.

## Rekonstruktion des Kriegerdenkmals

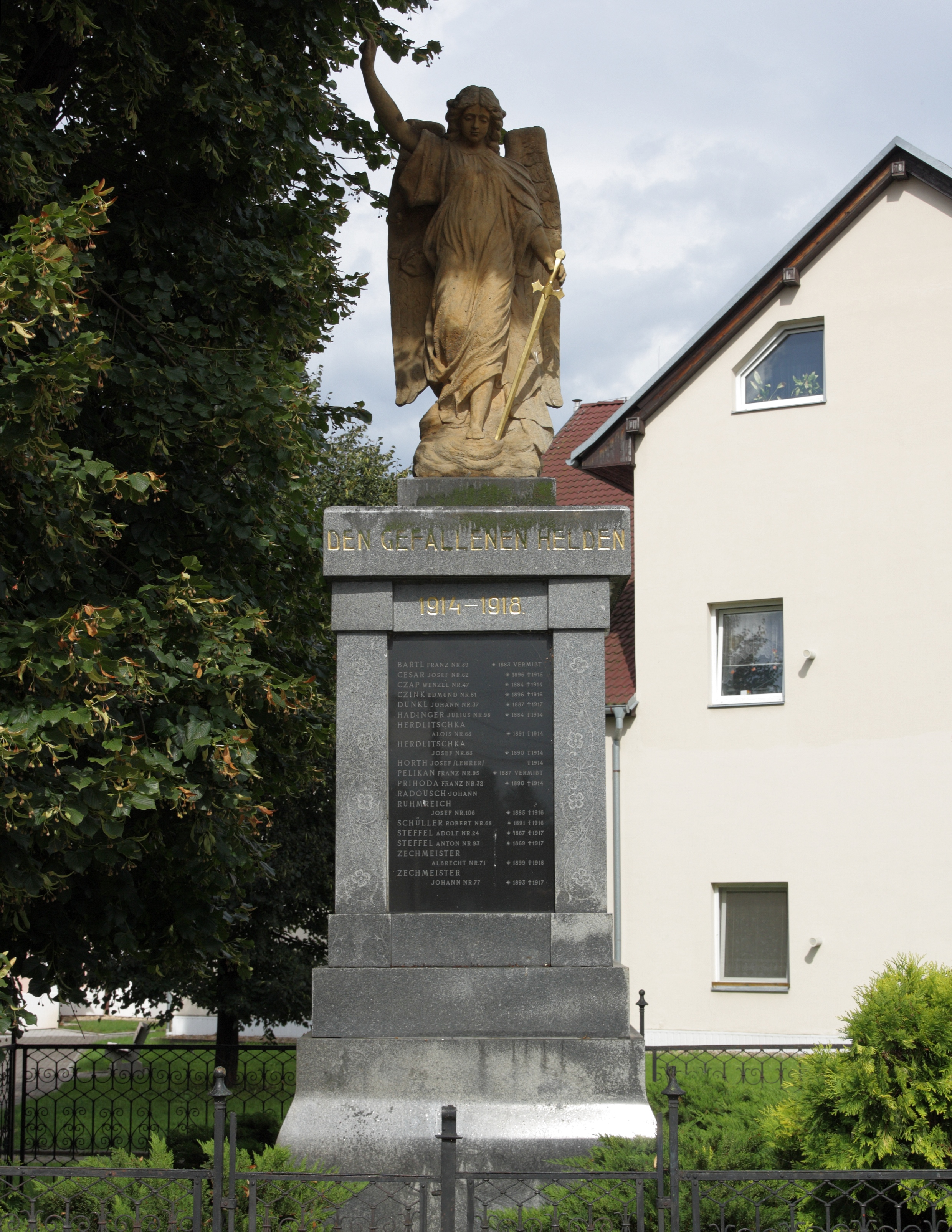
Kriegerdenkmal des Ersten Weltkrieges

Für die im Ersten Weltkrieg Gefallenen errichteten 1924 die Bewohner von Malspitz im Ortszentrum ein Kriegerdenkmal. Nach der Flucht und Vertreibung der Deutsch-Südmährer (1945, 1946) wurde es weitgehend zerstört. 1994 erfolgte die aufwendige Restaurierung der Gedenkstätte durch die ehemaligen Malspitzer. Dabei wurde nicht nur der Gefallenen des Ersten Weltkrieges, sondern auch, durch eine zusätzlich angebrachte Tafel, an die Kriegstoten des Zweiten Weltkrieges erinnert.

## Wappen und Siegel
Das Siegel des Ortes stammte aus dem 18. Jahrhundert. In einem äußeren Blattkranz und einem inneren Perlenkranz stand ursprünglich die Umschrift "SIGI.ZVR:GEMAAN:MALSPITZ". In der Mitte des Siegels ist ein Pflugeisen abgebildet. Links neben dem Pflugeisen befindet sich ein fünfblättriger Rebzweig mit einer Weintraube. Auf der rechten Seite zeigt sich ein Blütenzweig und ein Rebmesser.

## Bevölkerungsentwicklung
| Volkszählung | Einwohner gesamt | Volkszugehörigkeit der Einwohner | Volkszugehörigkeit der Einwohner | Volkszugehörigkeit der Einwohner |
| Jahr         | Einwohner gesamt | Deutsche                         | Tschechen                        | Andere                           |
| ------------ | ---------------- | -------------------------------- | -------------------------------- | -------------------------------- |
| 1880         | 477              | 470                              | 2                                | 5                                |
| 1890         | 584              | 559                              | 25                               | 0                                |
| 1900         | 565              | 541                              | 24                               | 0                                |
| 1910         | 575              | 558                              | 17                               | 0                                |
| 1921         | 601              | 534                              | 57                               | 10                               |
| 1930         | 515              | 481                              | 31                               | 3                                |

## Sehenswürdigkeiten
- Die Pfarrkirche St. Stephan von 1276 war ursprünglich eine Wehrkirche. 1886 erfolgte ein Umbau in neugotischen Stil; das Hochaltarbild schuf 1852 der Kunstmaler Hämmerlein.
- Statuen der Heiligen Nepomuk und Florian[21][22]